# Myomimus
Genre
Le genre Myomimus, les myomimes, regroupe trois espèces vivantes et une éteinte de rongeurs, des loirs de la famille vivante des Gliridae et la sous-famille éteinte des Leithiinae.

## Liste des espèces
- Myomimus personatus - Loir d'Ognev[1], Loir souris[2] ou Myomime à queue fine[1]
- Myomimus roachi - Loir de Roach[1]
- Myomimus setzeri

- † Myomimus aquatilis